# Chana Malogolowkin-Cohen
Chana Malogolowkin-Cohen (Polônia, 13 de setembro de 1925 – Tel Aviv, 20 de março de 2022) foi uma geneticista, pesquisadora e professora universitária brasileira.
Primeira mulher a se doutorar em História Natural no Brasil e fundadora da Sociedade Brasileira de Genética em 1955, foi a primeira mulher brasileira a publicar na revista Science.

## Biografia
Chana nasceu na Polônia, em 1924, mas foi registrada com o nome da avó como tendo nascido em 1925. Seus pais, Frima Malogolowkin (polonesa) e Morduch Malogolowkin (russo), foram imigrantes judeus que fugiram do antissemitismo e das difíceis condições econômicas da época na União Soviética.
Ao chegar ao Brasil foram para a pequena cidade de Maria da Fé, em Minas Gerais, onde seu pai tornou-se um comerciante de tecidos. Viajava a São Paulo para comprar produtos que vendia nas cidades do sul de Minas. Chana teve uma irmã mais nova, Perla, e dois irmãos, Isaac (o mais velho) e Michael (o caçula, o único nascido no Brasil). Perla tornou-se professora de inglês, Isaac diretor de um laboratório de análises clínicas e Michael formou-se em Física tendo posteriormente ido trabalhar na IBM na área de computação.[carece de fontes?]
Chana foi a única da família a seguir carreira acadêmica. Estudou principalmente em casa, até os 8 anos de idade, até entrar na única escola pública da cidade.
No final da década de 1930 a família já morava no Rio de Janeiro, pois sua mãe queria que os filhos crescessem em meio a uma comunidade judaica e Chana ingressou no ginásio no colégio Hebreu Brasileiro, na Tijuca,  onde começou a se interessar pelas Ciências Naturais. Inspirada por Louis Pasteur e Marie Curie, Chana queria ser cientista e assim entrou no Colégio Universitário, para fazer um curso complementar na tentativa de ingressar no curso de Medicina. Com o fechamento do colégio, ela foi transferida para o Colégio Pedro II, onde concluiu o curso.
Em 1942, prestou o vestibular para medicina, tendo abandonado o curso, mesmo depois de aprovada, para ingressar em História Natural na recém-fundada Faculdade Nacional de Filosofia da Universidade do Brasil, hoje a Universidade Federal do Rio de Janeiro. Graduou-se em 1946 como licenciada e bacharel, já trabalhando com taxonomia e genética de drosófilas desde antes do final do terceiro ano do curso.

## Carreira
Por indicação de Elysiário Távora Filho, começou a trabalhar no departamento de biologia com Antônio Geraldo Lagden Cavalcanti, ambos professores seus na faculdade. Seus futuros colegas de departamento, Oswaldo Frota-Pessoa e Helena Salles, que a incentivaram a seguir carreira na biologia e na taxonomia e evolução de drosófilas.
Em 1948, Chana foi para a Universidade de São Paulo trabalhar durante um ano com um grupo liderado por André Dreyfus e Theodosius Dobzhansky, de onde se originou a “escola Dreyfus – Dobzhansky” da genética brasileira. Deste mesmo grupo fizeram parte também nomes como Antônio Rodrigues Cordeiro, Crodowaldo Pavan, Antônio Brito da Cunha, Newton Freire-Maia, Hans Burla e Martha Wedel. Originalmente Frota-Pessoa era o convidado, mas ele se recuperava da tuberculose e indicou Chana em seu lugar.
Incentivada pela experiência obtida no grupo, Chana ingressou no doutorado, que defendeu em 1951, que versava sobre a evolução dos órgãos genitais deste grupo de drosófilas. Foi a primeira profissional a utilizar os órgãos genitais dos drosofilídeos para classificar as espécies irmãs, o que não era comum na época.
Entre 1950 a 1956, Chana foi pesquisadora no Centro de Pesquisas de Genética da Faculdade Nacional de Filosofia, da UFRJ, trabalhando com genética e evolução de drosófilas do gênero willistoni. Fez importantes contribuições para a institucionalização desta ciência no Rio de Janeiro e no Brasil, tornando-se também referência internacional na taxonomia de drosófilas.
A convite de Dobzhansky, Chana foi para a Universidade de Columbia, em 1956, financiada pela Fundação Rockefeller. Esta estada lhe permitiu fazer uma de suas mais importantes descobertas: existia uma linhagem de moscas que não geravam machos (fator sex ratio que alterava a proporção sexual entre machos e fêmeas) e assim estas linhagens poderiam ser usadas, por exemplo, em controle biológico de moscas. A descoberta gerou o artigo publicado na revista Science, Infective Transfer of Maternally Inherited Abnormal Sex-Ratio in Drosophila willistoni, com a co-autoria de D.F. Poulson. Foi o primeiro artigo de uma mulher brasileira e o segundo artigo de um cientista brasileiro a ser publicado na Science.
Retornou ao Brasil em 1957, onde trabalhou por seis meses no Centro de Pesquisas de Genética (CPGEn). Em seguida, fundou o Laboratório de Genética Bioquímica, na UFRJ, onde continuou seus estudos com a transferência citoplasmática do fator “sex-ratio” em D. willistoni. Algum tempo depois, descobriu que era uma bactéria, a Wolbachia, que alterava as taxas sexuais nas drosófilas. Essa mesma bactéria é usada em várias partes do mundo em um programa experimental para o controle do Aedes aegypti.
Em 1958, Chana volta para a Universidade de Columbia como professora titular, trabalhando com Dobzhansky, ficando em seu departamento até 1964. Quando o professor Dobzhansky foi para a Universidade Rockefeller, em 1962, Chana assumiu sua cadeira em Columbia. Em 1962, Chana publicou seu segundo artigo na Science, Races and Incipient Species in Drosophila paulistorum, sendo uma das poucas cientistas brasileiras a publicar duas vezes na revista.
Em 1964, logo após seu casamento com um advogado israelense,  Chana viajou para Israel. Sem emprego depois de experimentas condições de trabalho muito difíceis, ela conseguiu trabalhar com genética na Universidade de Haifa, em 1969, onde fundou o Laboratório de Genética de Drosófila na universidade, com o auxílio de Eviatar Nevo e da Fundação Rockefeller, depois fundando o atual Instituto de Evolução da Universidade de Haifa. Posteriormente trabalhou também na Universidade de Jerusalém.

## Aposentadoria
Aposentou-se em 1979, mas continuou dando palestras e fazendo assessorias, publicando artigos e visitando universidades. Trabalhou por um breve período na Universidade de Tubinga, com Diether Sperlich, no início da década de 1980.
Chana gostava de artes manuais, tricô e bordados; após a morte do seu marido, mudou-se para Bat Yam, uma cidade ao sul de Tel Aviv, onde  passou a viver em um condomínio a beira mar para pessoas com mais de 60 anos, dedicando-se às artes - pintura, aquarela, escultura - tendo tido duas exposições de seus trabalhos.[carece de fontes?]

## Morte
Chana morreu em 20 de março de 2022, aos 97 anos, em Tel Aviv, devido a um AVC.